# 張衛 (サッカー選手)
張 衛（ちょう えい、Zhang Wei, 1993年3月28日 - ）は、中華人民共和国・河南省出身のサッカー選手。中国サッカー・スーパーリーグ・四川九牛足球倶楽部所属。ポジションはディフェンダー。

## 来歴

### クラブ

#### 上海東亜 / 上海上港
2013年、上海東亜 (上海上港)に移籍した。